# Tribute (revista)
Tribute é uma revista da indústria do entretenimento publicada pelo Tribute Entertainment Media Group que aborda temas como cinema, televisão, música, cultura pop e estilo de vida das celebridades. A revista é lida por mais de 1,5 milhão de pessoas e é distribuída em cinemas canadenses seis vezes por ano, com uma tiragem de quinhentos mil exemplares. Tribute traz as últimas notícias de Hollywood, prévias de filmes, moda, fofocas, livros relacionados a filmes, música, curiosidades e concursos. A revista também cobre o Festival Internacional de Cinema de Toronto há mais de quinze anos.

## História
A revista Tribute teve sua primeira edição em 1981, após ser fundada no ano anterior. O filme Reds estampou a capa da estreia.

## Principais seções
A revista tem como destaque as celebridades na capa e os filmes mais interessantes que estreiam a cada mês. Publica várias edições duplas por ano (março/abril, maio/junho, julho/agosto e outubro/novembro) que estão disponíveis nos principais cinemas do país.

## Algumas seções mensais da revista
- Prévias/filmes imperdíveis: Uma olhada nos filmes que estão em cartaz ou que vão estrear em breve. As edições especiais abordam os filmes de fim de ano e os sucessos do verão.
- Flash: Cobertura dos eventos de tapete vermelho.
- Capa: Uma matéria sobre um filme ou celebridade importante.
- Entrevista: Uma entrevista exclusiva com um ator ou diretor.
- Novidades em Beleza/Cuidados Pessoais: As últimas tendências de beleza das celebridades para mulheres e homens.
- Sex Degrees: Uma brincadeira sobre quem namorou ou está namorando quem em Hollywood.
- Trivia/crossword: Quebra-cabeças e perguntas sobre filmes.
- Push Play: Os lançamentos de DVD mais recentes.
- Horóscopo: Seu horóscopo mensal e o horóscopo da celebridade do mês.
- Web Watch: As novidades do site Tribute.ca